# しあわせ戦争
『しあわせ戦争』（しあわせせんそう）は、TBS系列で1980年9月3日から1980年12月24日まで放映されたテレビドラマ。毎週水曜日21:00 - 21:54の、「水曜劇場」の枠で放映された。全17話。

## 概要
舞台はラジオ局「ラジオ東洋」で、そこのラジオ番組「青春リポート990」の制作スタッフである大原隆（ディレクター）、京子（プロデューサー）、晴夫、小笠原（チーフプロデューサー）らが中心。この番組を通して浮き彫りにされる失恋、家出、自殺など若者たちの悩み、怒り、事件などを交えて、若者たちのひた向きに生きる様などを描いた。
タイトルの「しあわせ戦争」は「青春を燃やして大きな幸せをつかむために戦う若者たち」の意味によるものとされている。
なお、本作は当初「全25回」とされていたが、視聴率は平均7〜8％（ビデオリサーチ、関東地方）と低迷し、17回で打ち切りとなった。

## キャスト
- 大原隆：三浦友和
- 大原徳子：古手川祐子 - 隆の妹
- 松村京子：加賀まりこ
- 小笠原：中村敦夫
- 晴夫：江藤潤
- 島崎悠子：秋吉久美子
- 島崎峰男：辻萬長 - 悠子の夫
- 島崎紀子：安孫子里香 - 悠子の娘
- 伊能錦四郎：森本レオ - 喫茶店のマスター
- かね：沢村貞子
- 前島ユリ：朝比奈マリア - ラジオパーソナリティ
- 新井康弘
- 戸川純
- 森下愛子
- 時任三郎
- 吉田拓郎

## スタッフ
- プロデューサー：宮武昭夫
- 脚本：田向正健
- 演出：前川英樹、高畠豊、井下靖央、山田護
- 音楽：田辺信一
- 制作著作：TBS

## 主題歌
- 財津和夫「一枚の絵」（作詞・作曲・編曲：財津和夫）
  - 挿入歌：財津和夫「そして　また　あなたへ」（作詞・作曲・編曲：財津和夫）

## サブタイトル
| 各話   | 放送日       | サブタイトル     | 演出     | ゲスト                                       | 視聴率 |
| ------ | ------------ | ---------------- | -------- | -------------------------------------------- | ------ |
| 第1話  | 1980年9月3日 | 放火魔           | 前川英樹 | 野上寛子：吉田康子、野上逸男：土門峻         | 13.6%  |
| 第2話  | 9月10日      | 走る女           | 高畠豊   | 野上逸男：土門峻                             | 9.4%   |
| 第3話  | 9月17日      | 未婚の父         | 井下靖央 | 三郎：奥田英二                               | 10.1%  |
| 第4話  | 9月24日      | 男・女・男       | 山田護   | 三郎：奥田英二、英子：森下愛子               | 6.2%   |
| 第5話  | 10月1日      | カラオケの女王   | 前川英樹 | 晴絵：三宅悦子                               | 6.1%   |
| 第6話  | 10月8日      | ニセ女子高生     | 高畠豊   | 岸本衆：吉田拓郎                             | 7.4%   |
| 第7話  | 10月15日     | ラジオ結婚式     | 井下靖央 |                                              | 6.2%   |
| 第8話  | 10月22日     | ひとり寝の子守唄 | 山田護   | 愛子：結城しのぶ、久保田昭二：市山登         | 7.0%   |
| 第9話  | 10月29日     | 記憶喪失         | 前川英樹 | 富子：本山可久子、宅麻伸                     | 8.7%   |
| 第10話 | 11月5日      | 花婿・六十三歳   | 高畠豊   | 信太郎：下元勉、秀子：影山仁美、啓二：奥野匡 | 7.4%   |
| 第11話 | 11月12日     | 秘密特集         | 前川英樹 | 佐久間：奥村公延、佐久間恵美：青木菜々       | 6.5%   |
| 第12話 | 11月19日     | 女たちの反乱     | 山田護   | 万里子：秋山裕美                             | 7.2%   |
| 第13話 | 11月26日     | 自転車泥棒       | 高畠豊   | 茂樹：二戸義則                               | 7.9%   |
| 第14話 | 12月3日      | 結婚詐欺         | 前川英樹 | 洋子：萩尾みどり                             | 4.5%   |
| 第15話 | 12月10日     | 爆発             | 山田護   | 柿沼善郎：佐久田脩                           | 8.6%   |
| 第16話 | 12月17日     | 怒り             | 高畠豊   | 柿沼善郎：佐久田脩                           | 7.0%   |
| 第17話 | 12月24日     | 出発             | 前川英樹 |                                              | 5.6%   |